# 中野村 (茨城県那珂郡)
中野村（なかのむら）は茨城県那珂郡にかつて存在した村である。

## 地理
- 現在のひたちなか市、旧勝田市の中部、旧那珂湊市の西部に位置する。

## 歴史
村名は中根村の中と部田野村の野が組み合わせて中野村となった。

### 村域の変遷
- 1889年（明治22年）4月1日 - 町村制施行により、柳沢村・部田野村・中根村・東石川村が合併し那珂郡中野村が発足。
- 1940年（昭和15年）4月29日 - 勝田村・川田村と合併し勝田町が発足。同日中野村廃止。
- 1950年（昭和25年） - 旧村域の柳沢・部田野の各一部が那珂湊町に編入。

変遷表
| 1868年 以前 | 1868年 以前     | 明治19年 | 明治22年 4月1日 | 昭和15年 4月29日 | 昭和25年 | 昭和29年        | 昭和29年 | 平成6年 11月1日 | 現在         |
| 1868年 以前 | 1868年 以前     | 明治19年 | 明治22年 4月1日 | 昭和15年 4月29日 | 昭和25年 | 3月31日         | 11月1日  | 平成6年 11月1日 | 現在         |
| ----------- | --------------- | -------- | --------------- | ---------------- | -------- | --------------- | -------- | --------------- | ------------ |
|             | 東石川村        | 東石川村 | 中野村          | 勝田町           | 勝田町   | 勝田町          | 市制     | ひたちなか市    | ひたちなか市 |
|             | 柳沢村          |          | 中野村          | 勝田町           | 勝田町   | 勝田町          | 市制     | ひたちなか市    | ひたちなか市 |
|             | 那珂湊町 に編入 | 市制     | 中野村          | 勝田町           | 那珂湊市 |                 |          | ひたちなか市    | ひたちなか市 |
|             | 那珂湊町 に編入 | 市制     | 中野村          | 勝田町           | 那珂湊市 | 部田野村        | 部田野村 | ひたちなか市    | ひたちなか市 |
|             | 勝田町          | 勝田町   | 中野村          | 勝田町           | 市制     | 部田野村        | 部田野村 | ひたちなか市    | ひたちなか市 |
|             | 勝田町          | 勝田町   | 中野村          | 勝田町           | 市制     | 六ヶ新田 の一部 | 部田野村 | ひたちなか市    | ひたちなか市 |
|             | 勝田町          | 勝田町   | 中野村          | 勝田町           | 市制     | 中根村          |          | ひたちなか市    | ひたちなか市 |
|             | 勝田町          | 勝田町   | 中野村          | 勝田町           | 市制     | 中根村          |          | ひたちなか市    | ひたちなか市 |

## 大字
- 柳沢（やなぎさわ）
- 部田野（へたの）
- 中根（なかね）
- 東石川（ひがしいしかわ）

## 人口・世帯

### 人口
総数 [単位： 人]
| 1891年（明治24年） | 3,174 |
| 1920年（大正 9年） | 3,362 |
| 1935年（昭和10年） | 3,434 |

### 世帯
総数 [単位： 世帯]
| 1920年（大正 9年） | 718 |
| 1935年（昭和10年） | 632 |

## 交通

### 鉄道
- 湊鉄道（ → 茨城交通 → ひたちなか海浜鉄道）
  - ■湊鉄道線
    - 中根駅